# Berezna (obwód winnicki)
Berezna (ukr. Березна) – wieś na Ukrainie, w obwodzie winnickim, w rejonie chmielnickim, w hromadzie Chmielnik. W 2001 liczyła 708 mieszkańców, spośród których 695 wskazało jako ojczysty język ukraiński, 10 rosyjski, a 3 białoruski.